# Сардонический смех
Сардони́ческий смех (от др.-греч. σαρδάνιος — язвительный, презрительный) — злобно-насмешливый, презрительный смех или, реже, горький смех утраты. В Древней Греции так называли смех людей, смеющихся в момент своей гибели.

## Этимология
Прилагательное «сардонический» (означающее «язвительный», «презрительный») по отношению к улыбке в письменных источниках впервые встречается в «Одиссее» Гомера в сцене ссоры вернувшегося на остров Итаку Одиссея с одним из женихов Пенелопы, Ктесиппом: оскорблённый Одиссей сардонически улыбается др.-греч. μείδησε δὲ θυμῷ σαρδάνιον μάλα τοῖον.
Вероятная этимология выражения «сардонический смех» др.-греч. σαρδάνιον γελᾶν приводится у Павсания при описании природы острова Сардинии: согласно Павсанию, у источников на этом острове произрастает растение, схожее с сельдереем, «вкушая которое, люди охватываются конвульсиями и смеются против воли», и умирают, смеясь. В 2009 году ученые из Университета Восточного Пьемонта в Италии утверждали, что идентифицировали омежник (Oenanthe crocata) как растение из описания Павсания. Это нейротоксичное растение, по предположению, использовалось для ритуального убийства пожилых людей на Сардинии. По одной версии, когда пожилые люди не могли больше позаботиться о себе, их отравляли этой травой, а затем сбрасывали с высокой скалы или подвергали избиению до смерти. По другой версии, у древних жителей Сардинии был обычай приносить в жертву стариков. Эта церемония происходила при всеобщем смехе, причём смеялись и приносимые в жертву.
Существует также миф о том, что остров Крит охранял Талос, быкоголовый медный страж, которого выковал в Сардинии Гефест. Когда жители Сардинии попытались вторгнуться на Крит, Талос раскалил себя докрасна, и, злобно смеясь, уничтожил всех нападавших в своих огненных объятиях.

## Значения
Выражение «сардонический смех» в настоящее время применяется как синоним жестокого, злорадного смеха. Однако в отличие от привычного представления о «сардоническом смехе», в рамках этнографии такой смех трактуется как разновидность ритуального смеха — то есть в ходе ритуала, сопровождающего переход из жизни в смерть, смех превращает смерть в новое рождение, уничтожая убийство.